# 東勢埔
東勢埔，是臺灣高雄市內門區的一個傳統地域名稱，位於該區中部及東部南側。相較於今日行政區，其範圍大致包括東埔里、石坑不含北部。
本地區境內主要聚落為東勢埔、龍潭、隘藔、舊石門坑。

## 歷史
台灣日治初期，東勢埔地區為一街庄，稱為「東勢埔庄」（舊制街庄），隸屬於羅漢內門里。該庄昔日北邊及東邊北至中段與萊仔坑庄為鄰，東邊南段與圓潭仔庄為鄰，東南與蕃薯藔街為鄰，西南邊為腳帛藔庄，西邊為觀音亭庄、內埔庄、木柵庄。
1901年（日治明治三十四年）11月11日，全台廢縣廳改設二十廳，該庄隸屬於蕃薯藔廳。1904年（明治三十七年）2月16日，該庄編入「觀音亭區」，隸屬於蕃薯藔廳。1909年（明治四十二年）10月25日，全台合併二十廳為十二廳，觀音亭區改隸屬於阿緱廳。1920年（大正九年）10月1日，全台地方制度大改正，廢十二廳改設五州二廳，該庄改制為「東勢埔」大字，隸屬於高雄州旗山郡內門庄（新制街庄）。
戰後內門庄改制為內門鄉，隸屬於高雄縣，大字亦改制為村。1950年（民國39年）10月1日，高、屏分治，內門鄉仍隸屬於高雄縣。2010年（民國99年）12月25日，高雄縣、市合併為直轄高雄市，內門鄉改制為內門區，村亦改制為里。

## 聚落
本地區發展較早的聚落為東勢埔、龍潭、隘藔、舊石門坑，在日治初期的官方地圖上已有記載。

## 交通
省道台3線俗稱「內山公路」，是台北至屏東的幹道，經過本地區西部中央凸出部分及南部邊界外緣。由該道路北行可前往臺南市南化區、玉井區、楠西區、嘉義縣大埔鄉等地；南行可前往旗山區、旗山區/美濃區交界地帶、屏東縣里港鄉、九如鄉等地。
區道高121線是溝坪至內門的道路，其南側端點（終點）位於本地區西部中央地帶的省道台3線路口，由此向北北東蜿蜒而行，會經過本地區的隘藔聚落。
區道高121-1線是內分仔至龍潭的道路，其北側端點（起點）位於本地區中部略偏西北的區道高121線路口，由此向南會經過本地區的東勢埔、龍潭等聚落。